# Liste der Biografien/Brar
Liste der Biografien |
Portal Biografien |
Personensuche
# |
A |
B |
C |
D |
E |
F |
G |
H |
I |
J |
K |
L |
M |
N |
O |
P |
Q |
R |
S |
T |
U |
V |
W |
X |
Y |
Z |
?
 
Ba |
Be |
Bd |
Bg |
Bh |
Bi |
Bj |
Bl |
Bm |
Bn |
Bo |
Br |
Bs |
Bu |
Bw |
By |
Bz
 
Bra |
Brc |
Brd |
Bre |
Brg |
Bri |
Brj |
Brk |
Brl |
Brn |
Bro |
Brp–Brt |
Bru |
Brv |
Bry |
Brz
 
Braa |
Brab |
Brac |
Brad |
Brae |
Braf |
Brag |
Brah |
Brai |
Braj |
Brak |
Bral |
Bram |
Bran |
Brao |
Braq |
Brar |
Bras |
Brat |
Brau |
Brav |
Braw |
Brax |
Bray |
Braz
Die Liste der Biografien führt alle Personen auf, die in der deutschsprachigen Wikipedia einen Artikel haben. Dieses ist eine Teilliste mit 10 Einträgen von Personen, deren Namen mit den Buchstaben „Brar“ beginnt.

## Brar
- Brar, Harcharan Singh (1922–2009), indischer Politiker
- Brar, Harpal (1939–2025), britischer Politiker und Geschäftsmann
- Brar, Irvan (* 1995), kanadischer Volleyballspieler
- Brar, Karan (* 1999), US-amerikanischer SchauspielerKaran Brar (* 1999)

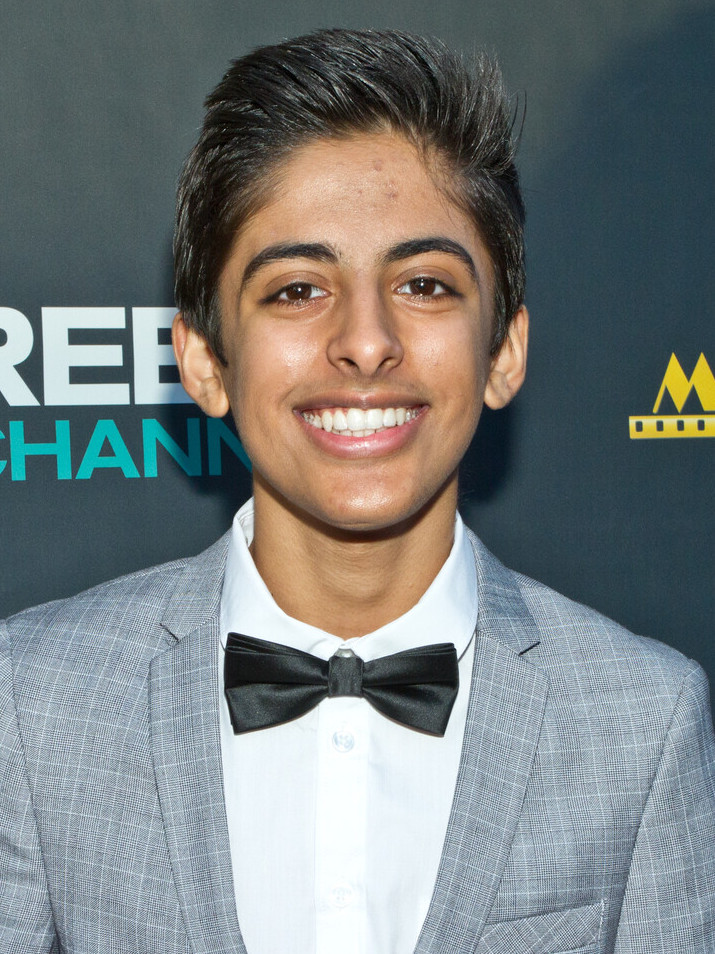
Karan Brar (* 1999)

### Brard
- Brard, Florent (* 1976), französischer Radrennfahrer
- Brard, Magdeleine (1903–1998), französische Pianistin

### Brare
- Braren, Hinrich (1751–1826), nordfriesischer Kapitän, Navigationslehrer und Fachautor
- Braren, Jan (* 1968), deutscher Drehbuchautor
- Braren, Lorenz (1886–1953), deutscher Konstrukteur, Unternehmer und Ahnenforscher
- Braren, Oluf (1787–1839), dänisch-friesischer Maler und Vertreter der naiven Malerei